# リンプン県
リンブン県（リンブンけん）は中華人民共和国チベット自治区シガツェ市に位置する県。

## 行政区画
1鎮、8郷を管轄：
- 鎮：徳吉林鎮
- 郷：康雄郷、普松郷、帕当郷、然巴郷、査巴郷、切窪郷、姆郷、仁布郷

## 交通

### 鉄道
- 中国鉄路総公司
  - ラサ・シガツェ鉄道
    - リンプン駅

### 道路
- 国道
  - G318国道